# 15e étape du Tour d'Espagne 2004
Pour un article plus général, voir Tour d'Espagne 2004.
La 15e étape du Tour d'Espagne 2004 a eu lieu le 19 septembre 2004 entre la ville de Grenade et la station de ski de la Sierra Nevada sur une distance de 29,6 km et sous la forme d'un contre-la-montre en côte. Elle a été remportée par l'Espagnol Santiago Pérez (Phonak Hearing Systems) devant ses compatriotes Alejandro Valverde (Comunidad Valenciana-Kelme) et Roberto Heras (Liberty Seguros). Heras conserve le maillot de leader à l'issue de l'étape.

## Classement de l'étape
| \| Classement de l'étape \| Classement de l'étape \| Classement de l'étape \| Classement de l'étape \| Classement de l'étape \| \| Coureur \| Coureur \| Pays \| Équipe \| Temps \| \| --------------------- \| -------------------------- \| --------------------- \| -------------------------- \| --------------------- \| \| 1er \| Santiago Pérez \| Espagne \| Phonak Hearing Systems \| 1 h 02 min 29 s \| \| 2e \| Alejandro Valverde \| Espagne \| Comunidad Valenciana-Kelme \| + 1 min 07 s \| \| 3e \| Roberto Heras \| Espagne \| Liberty Seguros \| + 1 min 51 s \| \| 4e \| Alexandre Vinokourov \| Kazakhstan \| T-Mobile \| + 3 min 06 s \| \| 5e \| Francisco Mancebo \| Espagne \| Illes Balears-Banesto \| + 3 min 18 s \| \| 6e \| Carlos García Quesada \| Espagne \| Comunidad Valenciana-Kelme \| + 3 min 24 s \| \| 7e \| José Ángel Gómez Marchante \| Espagne \| Costa de Almería-Paternina \| + 3 min 59 s \| \| 8e \| David Blanco \| Espagne \| Comunidad Valenciana-Kelme \| + 4 min 00 s \| \| 9e \| Isidro Nozal \| Espagne \| Liberty Seguros \| + 4 min 24 s \| \| 10e \| Javier Pascual Rodríguez \| Espagne \| Comunidad Valenciana-Kelme \| + 4 min 28 s \| |                            |            |                            |                 |
| |                            |            |                            |                 |
| |                            |            |                            |                 |
| Classement de l'étape |                            |            |                            |                 |
| Coureur | Coureur                    | Pays       | Équipe                     | Temps           |
| 1er | Santiago Pérez             | Espagne    | Phonak Hearing Systems     | 1 h 02 min 29 s |
| 2e | Alejandro Valverde         | Espagne    | Comunidad Valenciana-Kelme | + 1 min 07 s    |
| 3e | Roberto Heras              | Espagne    | Liberty Seguros            | + 1 min 51 s    |
| 4e | Alexandre Vinokourov       | Kazakhstan | T-Mobile                   | + 3 min 06 s    |
| 5e | Francisco Mancebo          | Espagne    | Illes Balears-Banesto      | + 3 min 18 s    |
| 6e | Carlos García Quesada      | Espagne    | Comunidad Valenciana-Kelme | + 3 min 24 s    |
| 7e | José Ángel Gómez Marchante | Espagne    | Costa de Almería-Paternina | + 3 min 59 s    |
| 8e | David Blanco               | Espagne    | Comunidad Valenciana-Kelme | + 4 min 00 s    |
| 9e | Isidro Nozal               | Espagne    | Liberty Seguros            | + 4 min 24 s    |
| 10e | Javier Pascual Rodríguez   | Espagne    | Comunidad Valenciana-Kelme | + 4 min 28 s    |

## Classement général
| \| Classement général \| Classement général \| Classement général \| Classement général \| Classement général \| \| Coureur \| Coureur \| Pays \| Équipe \| Temps \| \| ------------------ \| -------------------------- \| ------------------ \| ----------------------------- \| ------------------ \| \| 1er \| Roberto Heras \| Espagne \| Liberty Seguros \| 54 h 04 min 25 s \| \| 2e \| Alejandro Valverde \| Espagne \| Comunidad Valenciana-Kelme \| + 5 s \| \| 3e \| Santiago Pérez \| Espagne \| Phonak Hearing Systems \| + 1 min 45 s \| \| 4e \| Francisco Mancebo \| Espagne \| Illes Balears-Banesto \| + 2 min 02 s \| \| 5e \| Isidro Nozal \| Espagne \| Liberty Seguros \| + 3 min 45 s \| \| 6e \| Carlos Sastre \| Espagne \| CSC \| + 6 min 12 s \| \| 7e \| Floyd Landis \| États-Unis \| US Postal Service-Berry Floor \| + 8 min 21 s \| \| 8e \| Manuel Beltrán \| Espagne \| US Postal Service-Berry Floor \| + 8 min 44 s \| \| 9e \| José Ángel Gómez Marchante \| Espagne \| Costa de Almería-Paternina \| + 8 min 51 s \| \| 10e \| Carlos García Quesada \| Espagne \| Comunidad Valenciana-Kelme \| + 8 min 59 s \| |                            |            |                               |                  |
| |                            |            |                               |                  |
| |                            |            |                               |                  |
| Classement général |                            |            |                               |                  |
| Coureur | Coureur                    | Pays       | Équipe                        | Temps            |
| 1er | Roberto Heras              | Espagne    | Liberty Seguros               | 54 h 04 min 25 s |
| 2e | Alejandro Valverde         | Espagne    | Comunidad Valenciana-Kelme    | + 5 s            |
| 3e | Santiago Pérez             | Espagne    | Phonak Hearing Systems        | + 1 min 45 s     |
| 4e | Francisco Mancebo          | Espagne    | Illes Balears-Banesto         | + 2 min 02 s     |
| 5e | Isidro Nozal               | Espagne    | Liberty Seguros               | + 3 min 45 s     |
| 6e | Carlos Sastre              | Espagne    | CSC                           | + 6 min 12 s     |
| 7e | Floyd Landis               | États-Unis | US Postal Service-Berry Floor | + 8 min 21 s     |
| 8e | Manuel Beltrán             | Espagne    | US Postal Service-Berry Floor | + 8 min 44 s     |
| 9e | José Ángel Gómez Marchante | Espagne    | Costa de Almería-Paternina    | + 8 min 51 s     |
| 10e | Carlos García Quesada      | Espagne    | Comunidad Valenciana-Kelme    | + 8 min 59 s     |

## Classements annexes
| Classement par points | Classement par points | Classement par points | Classement par points      | Classement par points |
| Coureur               | Coureur               | Pays                  | Équipe                     | Points                |
| --------------------- | --------------------- | --------------------- | -------------------------- | --------------------- |
| 1er                   | Erik Zabel            | Allemagne             | T-Mobile                   | 148 pts               |
| 2e                    | Alejandro Valverde    | Espagne               | Comunidad Valenciana-Kelme | 126 pts               |
| 3e                    | Roberto Heras         | Espagne               | Liberty Seguros            | 97 pts                |
| 4e                    | Francisco Mancebo     | Espagne               | Illes Balears-Banesto      | 85 pts                |
| 5e                    | Isidro Nozal          | Espagne               | Liberty Seguros            | 76 pts                |

| Classement par points | Classement par points | Classement par points | Classement par points      | Classement par points |
| Coureur               | Coureur               | Pays                  | Équipe                     | Points                |
| --------------------- | --------------------- | --------------------- | -------------------------- | --------------------- |
| 1er                   | Erik Zabel            | Allemagne             | T-Mobile                   | 148 pts               |
| 2e                    | Alejandro Valverde    | Espagne               | Comunidad Valenciana-Kelme | 126 pts               |
| 3e                    | Roberto Heras         | Espagne               | Liberty Seguros            | 97 pts                |
| 4e                    | Francisco Mancebo     | Espagne               | Illes Balears-Banesto      | 85 pts                |
| 5e                    | Isidro Nozal          | Espagne               | Liberty Seguros            | 76 pts                |

| Classement de la montagne | Classement de la montagne | Classement de la montagne | Classement de la montagne  | Classement de la montagne |
| Coureur                   | Coureur                   | Pays                      | Équipe                     | Points                    |
| ------------------------- | ------------------------- | ------------------------- | -------------------------- | ------------------------- |
| 1er                       | Roberto Heras             | Espagne                   | Liberty Seguros            | 87 pts                    |
| 2e                        | Francisco Mancebo         | Espagne                   | Illes Balears-Banesto      | 72 pts                    |
| 3e                        | Santiago Pérez            | Espagne                   | Phonak Hearing Systems     | 71 pts                    |
| 4e                        | Alejandro Valverde        | Espagne                   | Comunidad Valenciana-Kelme | 67 pts                    |
| 5e                        | Félix Cárdenas            | Colombie                  | Cafés Baqué                | 58 pts                    |

| Classement de la montagne | Classement de la montagne | Classement de la montagne | Classement de la montagne  | Classement de la montagne |
| Coureur                   | Coureur                   | Pays                      | Équipe                     | Points                    |
| ------------------------- | ------------------------- | ------------------------- | -------------------------- | ------------------------- |
| 1er                       | Roberto Heras             | Espagne                   | Liberty Seguros            | 87 pts                    |
| 2e                        | Francisco Mancebo         | Espagne                   | Illes Balears-Banesto      | 72 pts                    |
| 3e                        | Santiago Pérez            | Espagne                   | Phonak Hearing Systems     | 71 pts                    |
| 4e                        | Alejandro Valverde        | Espagne                   | Comunidad Valenciana-Kelme | 67 pts                    |
| 5e                        | Félix Cárdenas            | Colombie                  | Cafés Baqué                | 58 pts                    |

| Classement du combiné | Classement du combiné | Classement du combiné | Classement du combiné      | Classement du combiné |
| Coureur               | Coureur               | Pays                  | Équipe                     | Points                |
| --------------------- | --------------------- | --------------------- | -------------------------- | --------------------- |
| 1er                   | Roberto Heras         | Espagne               | Liberty Seguros            | 5 pts                 |
| 2e                    | Alejandro Valverde    | Espagne               | Comunidad Valenciana-Kelme | 8 pts                 |
| 3e                    | Francisco Mancebo     | Espagne               | Illes Balears-Banesto      | 10 pts                |
| 4e                    | Santiago Pérez        | Espagne               | Phonak Hearing Systems     | 12 pts                |
| 5e                    | Isidro Nozal          | Espagne               | Liberty Seguros            | 18 pts                |

| Classement du combiné | Classement du combiné | Classement du combiné | Classement du combiné      | Classement du combiné |
| Coureur               | Coureur               | Pays                  | Équipe                     | Points                |
| --------------------- | --------------------- | --------------------- | -------------------------- | --------------------- |
| 1er                   | Roberto Heras         | Espagne               | Liberty Seguros            | 5 pts                 |
| 2e                    | Alejandro Valverde    | Espagne               | Comunidad Valenciana-Kelme | 8 pts                 |
| 3e                    | Francisco Mancebo     | Espagne               | Illes Balears-Banesto      | 10 pts                |
| 4e                    | Santiago Pérez        | Espagne               | Phonak Hearing Systems     | 12 pts                |
| 5e                    | Isidro Nozal          | Espagne               | Liberty Seguros            | 18 pts                |

| Classement par équipes | Classement par équipes        | Classement par équipes | Classement par équipes |
| Équipe                 | Équipe                        | Pays                   | Temps                  |
| ---------------------- | ----------------------------- | ---------------------- | ---------------------- |
| 1re                    | Comunidad Valenciana-Kelme    | Espagne                | 162 h 24 min 01 s      |
| 2e                     | Liberty Seguros               | Espagne                | + 8 min 50 s           |
| 3e                     | Costa de Almería-Paternina    | Espagne                | + 35 min 01 s          |
| 4e                     | Illes Balears-Banesto         | Espagne                | + 36 min 07 s          |
| 5e                     | US Postal Service-Berry Floor | États-Unis             | + 37 min 52 s          |

| Classement par équipes | Classement par équipes        | Classement par équipes | Classement par équipes |
| Équipe                 | Équipe                        | Pays                   | Temps                  |
| ---------------------- | ----------------------------- | ---------------------- | ---------------------- |
| 1re                    | Comunidad Valenciana-Kelme    | Espagne                | 162 h 24 min 01 s      |
| 2e                     | Liberty Seguros               | Espagne                | + 8 min 50 s           |
| 3e                     | Costa de Almería-Paternina    | Espagne                | + 35 min 01 s          |
| 4e                     | Illes Balears-Banesto         | Espagne                | + 36 min 07 s          |
| 5e                     | US Postal Service-Berry Floor | États-Unis             | + 37 min 52 s          |